# آسپرن
آسپرن (به هلندی: Asperen) یک منطقهٔ مسکونی در هلند است که در لینگه‌وال واقع شده‌است. آسپرن ۳٬۰۲۰ نفر جمعیت دارد.